# Synegia hadassa
Synegia hadassa là một loài bướm đêm trong họ Geometridae.